# Amtsbezeichnungen der deutschen Zollverwaltung
Folgende Dienst- und Amtsbezeichnungen der deutschen Zollverwaltung existieren:

## Zollbeamte im Vorbereitungsdienst
Zollbeamte im Vorbereitungsdienst in einem Beamtenverhältnis auf Widerruf führen folgende Dienstbezeichnungen:
| Schulter- kappen | Besoldungs- gruppe | Dienstbezeichnungen (männliche Form)                                                                                               | Dienstbezeichnungen (weibliche Form) |
| ---------------- | ------------------ | --- | --- |
|                  | AW eD              | Zollwachtmeisteranwärter (ZWAnw) Zolloberwachtmeisteranwärter (ZOWAnw) (in den einfachen Dienst erfolgen keine Einstellungen mehr) | Zollwachtmeisteranwärterin (ZWAnwin) Zolloberwachtmeisteranwärterin (ZOWAnwin) (in den einfachen Dienst erfolgen keine Einstellungen mehr) |
|                  | AW mD              | Zollobersekretäranwärter (ZOSAnw)                                                                                                  | Zollobersekretäranwärterin (ZOSAnwin) |
|                  | AW gD              | Zollinspektoranwärter (ZIAnw) | Zollinspektoranwärterin (ZIAnwin) |

(Die weibliche Form wird jeweils mit „-in“ gebildet, an die Kurzform wird ein „'in“ angehängt; siehe weiter unten im Artikel)
Im mittleren und gehobenen Dienst waren die Dienstbezeichnungen bis Juli 2009 „Zollanwärter“ bzw. „Finanzanwärter“
Siehe auch Anwärter (Beamtenrecht) oder den Abschnitt unten: Änderungen 2009.

## Zollbeamte in der laufbahnrechtlichen Probezeit
Die Zollbeamten im Beamtenverhältnis auf Probe tragen die gleichen Amtsbezeichnungen wie im Beamtenverhältnis auf Lebenszeit.
Der einfache Dienst läuft aus, es werden keine Neueinstellungen mehr vorgenommen (Stand 2007).

## Zollbeamte im einfachen Dienst
Die Amtsbezeichnungen im einfachen nichttechnischen Verwaltungsdienst bei der Zollverwaltung sind Zolloberwachtmeister, Zollhauptwachtmeister und Erster Zollhauptwachtmeister. Im einfachen Dienst bei der Zollverwaltung erfolgen keine Einstellungen in das Beamtenverhältnis mehr. Im Bundeshaushalt 2021 waren in der Zollverwaltung 253,5 Planstellen für Besoldungsgruppe A 5 (Erster Zollhauptwachtmeister) und 254 Planstellen für Besoldungsgruppe A 6 (einfacher Dienst; ebenfalls Erster Zollhauptwachtmeister) ausgebracht. Die Ist-Besetzung der Plan-Stellen zum 1. Juni 2020 betrug 40 Beamte in Besoldungsgruppe A 3 (Zolloberwachtmeister), 54,6 Beamte in Besoldungsgruppe A 4 (Zollhauptwachtmeister), 77,1 Beamte in Besoldungsgruppe A 5 (Erster Zollhauptwachtmeister) und 240,6 Beamte in der Besoldungsgruppe A 6 (einfacher Dienst; ebenfalls Erster Zollhauptwachtmeister).
| Schulter- kappen | Besoldungs- gruppe | Amtsbezeichnungen (männliche Form)                     | Amtsbezeichnungen (weibliche Form)                        |
| ---------------- | ------------------ | ------------------------------------------------------ | --------------------------------------------------------- |
|                  | A 2                | Zollwachtmeister (ZW) (auslaufend)                     | Zollwachtmeisterin (ZWin) (auslaufend)                    |
|                  | A 3                | Zolloberwachtmeister (ZOW) (auslaufend)                | Zolloberwachtmeisterin (ZOWin) (auslaufend)               |
|                  | A 4                | Zollhauptwachtmeister (ZHW) (auslaufend)               | Zollhauptwachtmeisterin (ZHWin) (auslaufend)              |
|                  | A 5                | Erster Zollhauptwachtmeister (EZHW) (auslaufend)       | Erste Zollhauptwachtmeisterin (EZHWin) (auslaufend)       |
|                  | A 6e               | Erster Zollhauptwachtmeister (EZHW) (A6e) (auslaufend) | Erste Zollhauptwachtmeisterin (EZHWin) (A6e) (auslaufend) |

## Zollbeamte im mittleren Dienst
(Besoldungsgruppe A 7 bis A 9m)
| Schulter-kappen Landzoll | Schulter-kappen Wasserzoll | Besoldungs- gruppe | Amtsbezeichnungen (männliche Form)                                                              | Amtsbezeichnungen (weibliche Form)                                                                      |                               |                                   |    |
| --- | -------------------------- | ------------------ | ----------------------------------------------------------------------------------------------- | --- | ----------------------------- | --------------------------------- | -- |
| |                            | A5                 | Zollassistent (ZAss, abgeschafft)                                                               | -- | --                            | --                                | -- |
| |                            | A 6m               | Zollsekretär (ZS) (seit 1. Januar 2020 Eingangsamt A 7)                                         | Zollsekretärin (ZSin)                                                                                   | Regierungssekretär (RS)       | Regierungssekretärin (RSin)       |    |
| |                            | A 7                | Zollobersekretär (ZOS), Zollschiffsobersekretär (ZSOS), 2011 entfiel der Zusatz „schiffs“*)     | Zollobersekretärin (ZOSin), Zollschiffsobersekretärin (ZSOSin), 2011 entfiel der Zusatz „schiffs“*)     | Regierungsobersekretär (ROS)  | Regierungsobersekretärin (ROSin)  |    |
| |                            | A 8                | Zollhauptsekretär (ZHS), Zollschiffshauptsekretär (ZSHS), 2011 entfiel der Zusatz „schiffs“     | Zollhauptsekretärin (ZHSin), Zollschiffshauptsekretärin (ZSHSin), 2011 entfiel der Zusatz „schiffs“     | Regierungshauptsekretär (RHS) | Regierungshauptsekretärin (RHSin) |    |
| |                            | A 9m**             | Zollamtsinspektor (ZAI), Zollschiffsamtsinspektor (ZSAI), 2011 entfiel der Zusatz „schiffs“***) | Zollamtsinspektorin (ZAIin), Zollschiffsamtsinspektorin (ZSAIin), 2011 entfiel der Zusatz „schiffs“***) | Regierungsamtsinspektor (RAI) | Regierungsamtsinspektor (RAIin)   |    |
| |                            | A 9m** mit Zulage  | Zollamtsinspektor (ZAI), Zollschiffsamtsinspektor (ZSAI), 2011 entfiel der Zusatz „schiffs“***) | Zollamtsinspektorin (ZAIin), Zollschiffsamtsinspektorin (ZSAIin), 2011 entfiel der Zusatz „schiffs“***) | Regierungsamtsinspektor (RAI) | Regierungsamtsinspektor (RAIin)   |    |
| *)Im mittleren nautischen und maschinentechnischen Zolldienst (Wasserzoll) beginnt die Laufbahn mit A7; einen „Zollschiffssekretär“ gibt es nicht.) **)Der Buchstabe dient der Unterscheidung (m = Mittlerer Dienst, vgl. g = Gehobener und h = Höherer Dienst) innerhalb der Stufen, da intern bei Ausschreibungen und Bewerbungen hierauf Bezug genommen wird, die Besoldung unterscheidet sich jedoch nicht. ***)Bis zum 13. Februar 2009 war die Amtsbezeichnung „Zollbetriebsinspektor“. Beamte die davor ernannt wurden, können eine Änderung beantragen, ansonsten führen sie die alte Amtsbezeichnung weiter. |                            |                    |                                                                                                 | |                               |                                   |    |

Besondere Funktionen im mittleren Dienst (Funktionsbezeichnungen, keine Amtsbezeichnungen):
- Abfertigungsbeamter (in einem Zollamt)
- Mitarbeiter/Sachbearbeiter
(in behördenhierarchischer Bedeutung sind Beamte des mittleren Dienstes im Regelfall Mitarbeiter z. B. in einem Hauptzollamt oder kommunale Vollzugsbeamte in Kommunal-Verwaltungen z. B. als A9m (Gemeinde- oder Stadtinspektor); seltener – je nach Qualifikation und Erfahrung – auch Sachbearbeiter)
- Zollhundeführer
- Zollhundetrainer
- Sporttrainer
- Schießtrainer
- Vollziehungsbeamter
- Einsatztrainer

## Zollbeamte im gehobenen Dienst
(Besoldungsgruppen A 9 bis A 13)
| Schulter- kappen Landzoll | Schulter- kappen Wasserzoll | Besoldungs- gruppe | Amtsbezeichnungen (männliche Form) | Amtsbezeichnungen (weibliche Form) |
| --- | --------------------------- | ------------------ | ---------------------------------- | ---------------------------------- |
| |                             | A 9/A 9g**         | Zollinspektor (ZI)                 | Zollinspektorin (ZIin)             |
| |                             | A 10               | Zolloberinspektor (ZOI)            | Zolloberinspektorin (ZOIin)        |
| |                             | A 11               | Zollamtmann (ZAM)                  | Zollamtfrau (ZAF)*)                |
| |                             | A 12               | Zollamtsrat (ZAR)                  | Zollamtsrätin (ZARin)              |
| |                             | A 13/A 13g**       | Zolloberamtsrat (ZOAR)             | Zolloberamtsrätin (ZOARin)         |
| |                             | A 13g mit Zulage   | Zolloberamtsrat (ZOAR)             | Zolloberamtsrätin (ZOARin)         |
| *)Es konnte bis spätestens 2011 auch die Variante „Zollamtmännin“ (ZAM'in) gewählt werden. **)Der Buchstabe dient der Unterscheidung (g = Gehobener Dienst, vgl. m = Mittlerer und h = Höherer Dienst) innerhalb der Stufen, da bei Ausschreibungen und Bewerbungen hierauf Bezug genommen wird. |                             |                    |                                    |                                    |

Besondere Funktionen im gehobenen Dienst (Funktionsbezeichnungen = konkret-funktionelles Amt, keine abstrakten Amtsbezeichnungen):
- Sachbearbeiter
- Leiter einer Kontrolleinheit im SG C
- Leitung eines Zollamts (Dienststellenleiter eines Zollamtes)
- Abfertigungsleiter (eines Zollamtes)
- Arbeitsgebietsleiter (innerhalb eines Sachgebietes)
- Kontrollraumleiter (innerhalb eines Sachgebietes C)
- Sachgebietsleiter (innerhalb eines Hauptzollamtes)
- Arbeitsbereichsleiter (innerhalb der Generalzolldirektion)
- Leitender Beamter auf einem Zollschiff (nautisch oder technisch)

## Zollbeamte im höheren Dienst
(Besoldungsgruppen ab A 13)
| Schulterkappen Landzoll | Schulterkappen Wasserzoll | Besoldungsgruppe | Amtsbezeichnungen (männliche Form)                           | Amtsbezeichnungen (weibliche Form)                                   |
| ----------------------- | ------------------------- | ---------------- | ------------------------------------------------------------ | -------------------------------------------------------------------- |
|                         |                           | A 13/A 13h       | Regierungsrat (RR)                                           | Regierungsrätin (RRin)                                               |
|                         |                           | A 14             | Oberregierungsrat (ORR; wegfallend: Regierungsoberrat – ROR) | Oberregierungsrätin (ORRin; wegfallend: Regierungsoberrätin – RORin) |
|                         |                           | A 15             | Regierungsdirektor (RD)                                      | Regierungsdirektorin (RDin)                                          |
|                         |                           | A 16             | Leitender Regierungsdirektor (LRD)                           | Leitende Regierungsdirektorin (LRDin)                                |
|                         |                           | B 2/3            | Abteilungsdirektor (AD)                                      | Abteilungsdirektorin (ADin)                                          |
|                         |                           | B 6              | Direktionspräsident (DP)                                     | Direktionspräsidentin (DPin)                                         |
|                         |                           | B 7              | Vizepräsident der Generalzolldirektion (VP)                  | Vizepräsidentin der Generalzolldirektion (VPin)                      |
|                         |                           | B 9              | Präsident der Generalzolldirektion (P)                       | Präsidentin der Generalzolldirektion (Pin)                           |

Besondere Funktionen im Höheren Dienst (Funktionsbezeichnungen, keine Amtsbezeichnungen):
- Leitung eines Hauptzollamtes (Dienststellenleiter eines Hauptzollamtes)
- Sachgebietsleiter (eines Hauptzollamtes)
- Leiter eines Zollfahndungsamtes
- Referatsleiter bei der Generalzolldirektion
- Arbeitsbereichsleiter bei der Generalzolldirektion
- Referent im Bundesfinanzministerium
- Abteilungsleiter im Bundesfinanzministerium

## Änderungen 2009
Mit der Änderung des Dienstrechts durch das Dienstrechtsneuordnungsgesetz (Gesetz zur Neuordnung und Modernisierung des Bundesdienstrechts, DNeuG), das zum 1. Juli 2009 in Kraft getreten ist, haben sich nach der Veränderung der Besoldungsstruktur auch einige Änderungen zu den Amtsbezeichnungen ergeben:
- Zollanwärter (ZAnw) werden jetzt als Zollsekretäranwärter (ZSAnw) bezeichnet.
- Finanzanwärter (FAnw) werden jetzt als Zollinspektoranwärter (ZIAnw) bezeichnet.
- Zollbetriebsinspektoren (ZBI) werden jetzt als Zollamtsinspektoren (ZAI) bezeichnet.
- Der Zusatz „z. A.“ (zur Anstellung) zur Dienstbezeichnung in der laufbahnrechtlichen Probezeit fällt weg.

## Änderungen 2011
Mit Rundschreiben des Bundesministeriums des Innern (BMI) vom 4. November 2011 – D3 - 221 200/2 – wurden Zusätze zu Amtsbezeichnungen in der Bundesverwaltung aus systematischen Gründen vereinheitlicht.
Folgende Zusätze (jeweils auch in weiblicher Form) in der Bundeszollverwaltung fallen weg:
- Technischer Zollsekretär
- Technischer Zollobersekretär
- Technischer Zollhauptsekretär

(wird ersetzt durch Zollsekretär, Zollobersekretär, Zollhauptsekretär)
- Technischer Amtsinspektor
- Zollschiffsbetriebsinspektor
- Technischer Zollbetriebsinspektor
- Zollbetriebsinspektor
- Zollschiffsbetriebsinspektor

(wird ersetzt durch Zollamtsinspektor)
Oberregierungsrat
(hat ersetzt: Regierungsoberrat)
Die Bezeichnung „Amtmännin“ entfällt endgültig.

## Dienstkleidung und Rangabzeichen, 1972–2018
Von 1972 bis 2018/2020 trugen die Zollangehörigen eine sich betont „zivil“ gebende Dienstbekleidung. Deren bisheriger Grünton erhielt eine hellere Nuance (Mintgrün).
Die Kragenpatten bzw. Kragenspiegel, mit den dort geführten Rangabzeichen, entfielen ersatzlos: Bis dahin war der Rang anhand von vierspitzigen Sternen und Eichenlaubeinfassungen abzulesen gewesen, die sich, analog der Kordeleinfassung der Kragenpatten, je nach Laufbahn in ihrer Farbgebung unterschieden. Außer Tragung kamen ebenfalls die nach Laufbahn unterschiedlich farbigen Mützenkordeln (früher: grün für den einfachen Dienst, grün mit silber durchwirkt für den mittleren Dienst, silbern für den gehobenen Dienst und goldfarben für den höheren Dienst); sie waren nun einheitlich silbern.
Damit waren die Dienstkleidungsträger der Bundeszollverwaltung äußerlich nicht mehr voneinander zu unterscheiden, im Gegensatz etwa zu Bundesgrenzschutz (seit Juli 2005 Bundespolizei), Länderpolizei und Feuerwehr; allein die hessische Polizei verzichtete bis 2002 ebenfalls auf Rangabzeichen.

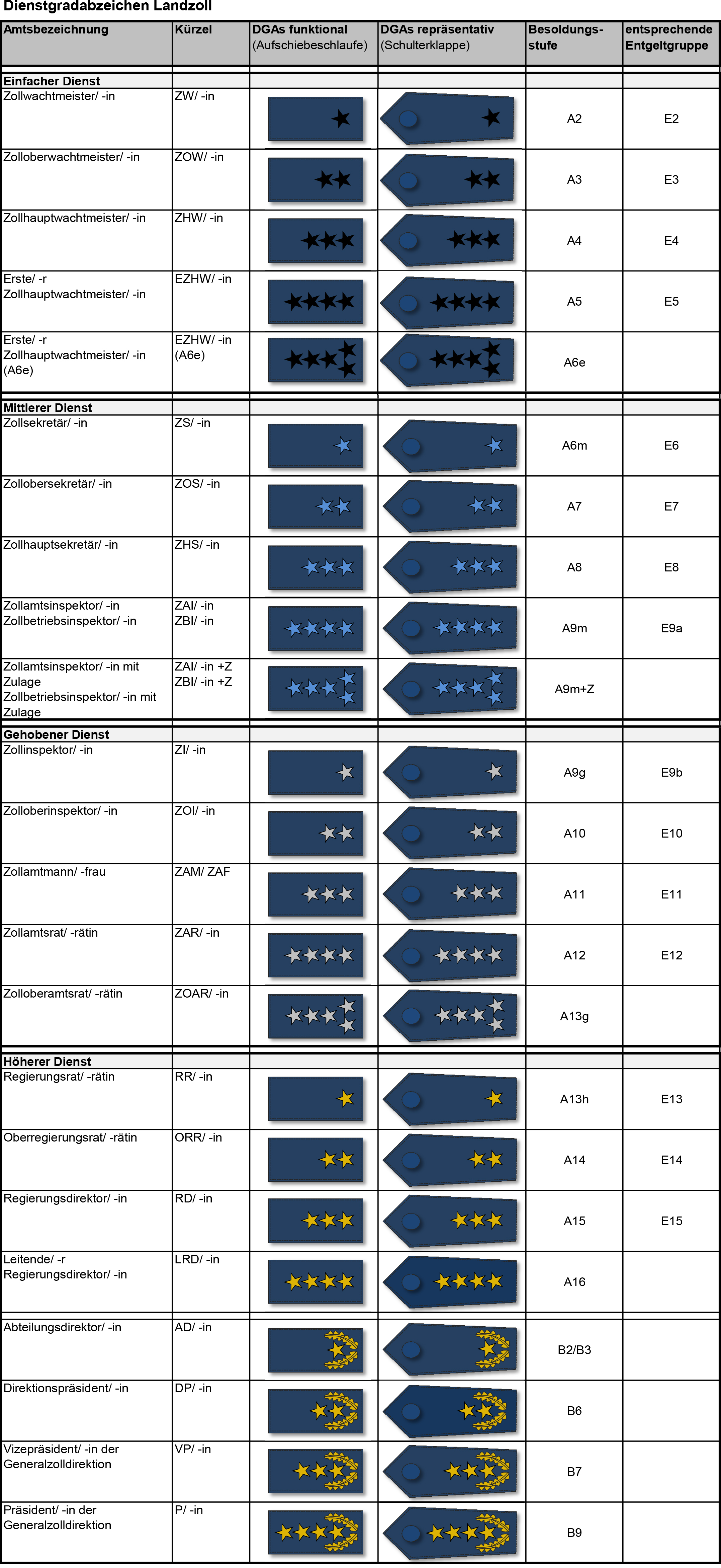
Dienstgradabzeichen der Bundeszollverwaltung ab 2018

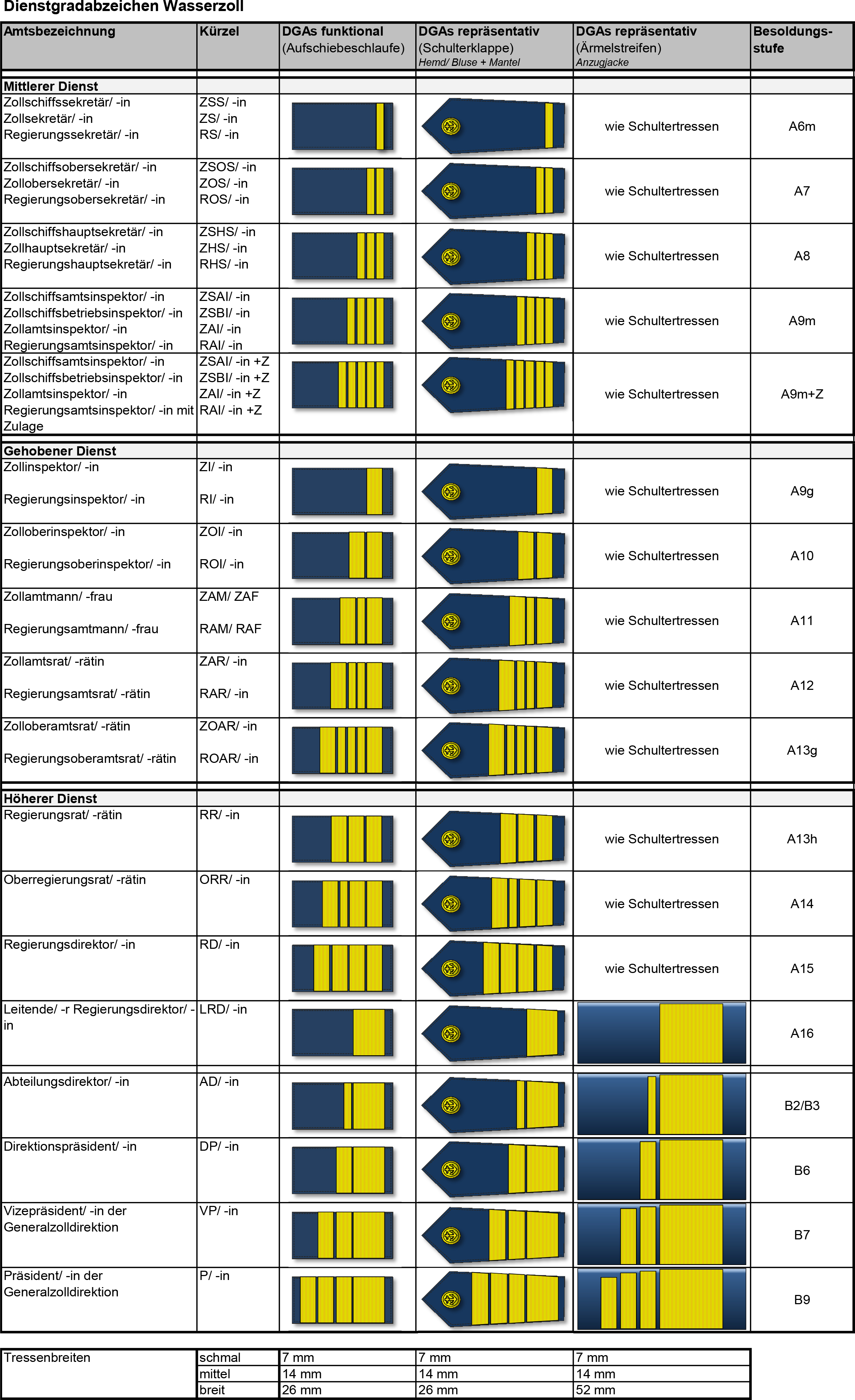
Dienstgradabzeichen der Bundeszollverwaltung ab 2018

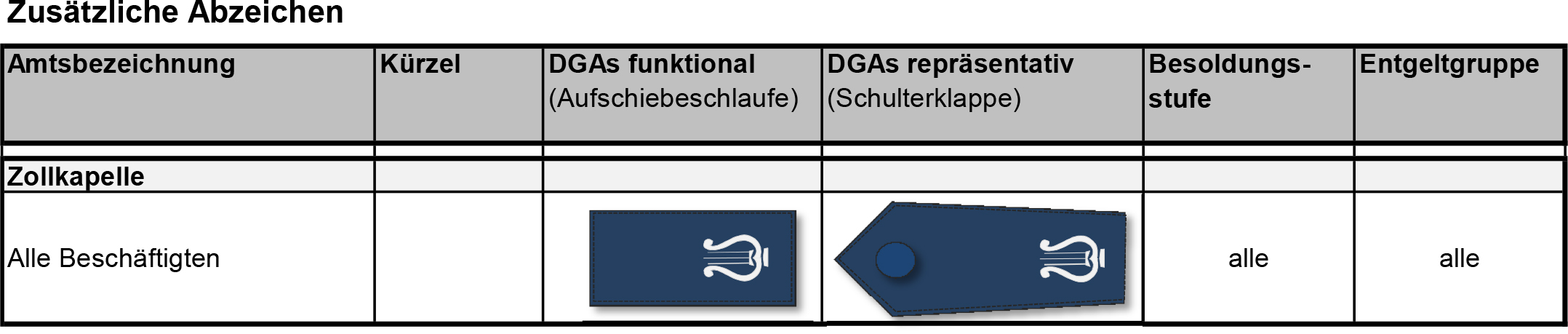
Dienstgradabzeichen der Bundeszollverwaltung ab 2018

## Dienstkleidung und Rangabzeichen, ab 2018
Ab 2018 wurde bei der Bundeszollverwaltung eine neue blaue Uniform eingeführt; der Vorgang sollte bis 2020 seinen Abschluss finden. Im Rahmen einer Mitarbeiterbefragung unter den uniformtragenden Beschäftigten sprach sich eine Mehrheit für die Wiedereinführung von Dienstgradabzeichen analog zu denen der Polizei aus. Während aber die Sterne auf den neuen Schulterstücken des Zolls fünf Strahlen aufweisen, sind diese auf den Abzeichen der Bundespolizei bzw. denen der Polizeien der Länder sechsstrahlig.
Als erstes wurden die Dienststellenleiter der Hauptzollämter, Zollfahndungsämter und die Leitungen der Generalzolldirektion mit ihren Fachdirektionen, sowie die Pressesprecher und die Beamten des Wasserzolls ausgestattet. Anschließend werden die Beamten der Sachgebiete C (Kontrolleinheiten), Grenzzollämter und der Sachgebiete E (Finanzkontrolle Schwarzarbeit) ausgestattet. Der bislang zu zahlenden Eigenanteil von 1/3 des Listenpreises entfällt künftig auch. Somit erhalten die Beamten ihre Uniform künftig kostenfrei. Die bisherige Zollkleiderkasse Offenbach wird eine neue Rechtsform erhalten.
Nachdem alle uniformtragenden Sachgebiete ihre neue Dienstkleidung erhalten haben, sollen auch die Binnenzollämter Dienstkleidung erhalten. Eine Beschäftigtenbefragung hat hier ergeben, dass die dortigen Beamten sich eine Dienstkleidung wünschen. Durch die vermehrten Onlineversandhandel, müssen immer mehr Bürger ihre Pakete bei Zollämtern abholen, was häufig zu Konflikten führt. Man hört Aussagen, wonach Beteiligte der Meinung wären, sie wären an einem Postamt. Durch die Dienstkleidung soll dem Bürger das hoheitliche Handeln näher verdeutlicht werden.
Nachdem die Dienstkleidung für Nachwuchskräfte im Vorbereitungsdienst zuvor abgeschafft wurde, wird diese ab 2025 sukzessiv wieder an die Nachwuchskräfte der Zollverwaltung ausgegeben werden. Der Entschluss dazu fiel, unter Mitwirkung der Gewerkschaften und des Personalrates, zusammen mit dem Bundesfinanzminister Christian Lindner während der Regierungszeit der Ampel-Koalition.